# Adam Dwerditsch
Adam Dwerditsch (* 3. Februar 1715 in Sierndorf; † 8. Februar 1778) war von 1775 bis zu seinem Tod römisch-katholischer Weihbischof in der Erzdiözese Wien.

## Leben
Dwerditisch empfing am 25. März 1738 das Sakrament der Priesterweihe. Er wurde am 17. Juli 1775 zum Weihbischof in Wien und Titularbischof von Paphus ernannt. Die Bischofsweihe empfing er im August 1775. Er blieb bis zu seinem Tod am 8. Februar 1778 im Amt.